# Li JiaJun
Li JiaJun (Changchun , 15 oktober 1975) is een Chinees shorttracker. Dit is een Chinese naam; de familienaam is Li.

## Carrière
In 1999 en 2001 werd Li wereldkampioen. Hij won in het totaal vijf Olympische medailles, zilver op de 1000 meter (Nagano, 1998), zilver op de 1500 meter (Salt Lake City, 2002) meter en brons op de 1500 meter (Turijn, 2006. Daarnaast behaalde hij met het Chinese aflossingsteam (Feng, Yuan, An, Li) een bronzen medaille tijdens de Spelen van Nagano op de 5000 meter aflossing en opnieuw brons in 2002 in Salt Lake City.

## Persoonlijke records
| Afstand    | Tijd     | Datum     | Baan    | Land |
| ---------- | -------- | --------- | ------- | ---- |
| 500 meter  | 41,810   | 5-12-1998 | Beijing | CHN  |
| 1000 meter | 1.24,674 | 14-2-2004 | Bormio  | ITA  |
| 1500 meter | 2.12,053 | 5-12-2003 | Beijing | CHN  |
| 3000 meter | 4.44,56  | 6-2-2001  |         |      |

Geraadpleegd op: 12/5/2007
1976: Alan Rattray · 
1977: Gaétan Boucher · 
1978: James Lynch · 
1979: Hiroshi Toda · 
1980: Gaétan Boucher · 
1981: Benoît Baril · 
1982: Guy Daignault · 
1983: Louis Grenier · 
1984: Guy Daignault · 
1985: Toshinobu Kawai · 
1986: Tatsuyoshi Ishihara · 
1987: Toshinobu Kawai/Michel Daignault · 
1988: Peter van der Velde · 
1989: Michel Daignault · 
1990: Lee Joon-ho · 
1991: Wilf O'Reilly · 
1992: Kim Ki-hoon · 
1993: Marc Gagnon · 
1994: Marc Gagnon · 
1995: Chae Ji-hoon · 
1996: Marc Gagnon · 
1997: Kim Dong-sung · 
1998: Marc Gagnon · 
1999: Li JiaJun · 
2000: Min Ryoung · 
2001: Li JiaJun · 
2002: Kim Dong-sung · 
2003: Ahn Hyun-soo · 
2004: Ahn Hyun-soo · 
2005: Ahn Hyun-soo · 
2006: Ahn Hyun-soo · 
2007: Ahn Hyun-soo · 
2008: Apolo Anton Ohno · 
2009: Lee Ho-suk · 
2010: Lee Ho-suk · 
2011: Noh Jin-kyu · 
2012: Kwak Yoon-gy · 
2013: Sin Da-woon · 
2014: Viktor An · 
2015: Sjinkie Knegt · 
2016: Han Tianyu · 
2017: Seo Yi-ra · 
2018: Charles Hamelin · 
2019: Lim Hyo-jun · 
2021: Shaoang Liu ·
2022: Shaoang Liu